# Mode mineur
 (avril 2025).
Si vous disposez d'ouvrages ou d'articles de référence ou si vous connaissez des sites web de qualité traitant du thème abordé ici, merci de compléter l'article en donnant les références utiles à sa vérifiabilité et en les liant à la section « Notes et références ».
Le mode mineur est, dans le système tonal, un des deux aspects que peut prendre une gamme. Il est assimilable à l'ancien mode de la (ou éolien ou encore mode mineur naturel), dont il est l'exacte réplique (si l'on fait abstraction des degrés mobiles). La gamme de la mineur est donc l'archétype de ce mode. Le mode mineur peut revêtir trois formes (les exemples suivants sont donnés en do mineur) :
- harmonique :

La lecture audio n'est pas prise en charge dans votre navigateur. Vous pouvez télécharger le fichier audio.
- mélodique (deux formes, ascendante et descendante, cette dernière correspondant à la gamme mineure naturelle) :

La lecture audio n'est pas prise en charge dans votre navigateur. Vous pouvez télécharger le fichier audio.
- naturelle :

La lecture audio n'est pas prise en charge dans votre navigateur. Vous pouvez télécharger le fichier audio.

## Degrés modaux et degrés mobiles
Par rapport au mode majeur, le mode mineur se caractérise essentiellement par l'abaissement d'un demi-ton des degrés III (tierce mineure) et VI (sixte mineure), qui, pour cette raison, sont appelés degrés modaux.
Sur le plan harmonique, les principaux accords (ici en do mineur) sont ceux :
- de tonique (mineur) : do - mi♭ - sol ;
- de sous-dominante (mineur) : fa - la♭ - do ;
- et de dominante (toujours majeur) : sol - si♮ - ré (éventuellement avec une septième – fa).

Sur le plan mélodique, l'intervalle de seconde augmentée (en do mineur : la♭ - si♮) présent dans la gamme mineure harmonique n'a, pendant très longtemps, pas été admis. C'est pourquoi la gamme mélodique recourt à des degrés mobiles (VIe et VIIe) : en position haute, ils favorisent une orientation ascendante (sol - la♮ - si♮ - do) ; en position basse, une orientation descendante (do - si♭ - la♭ - sol).
Les modes mineurs mélodique et harmonique ne doivent pas être opposés — ils sont d'ailleurs souvent utilisés conjointement. Il convient au contraire de les considérer comme les deux formes complémentaires — l'une, horizontale, l'autre, verticale — du mode mineur du système tonal.

## Mode mineur harmonique
Le mode mineur harmonique, appelé ainsi parce que sa structure sert à constituer les accords dans la tonalité concernée, est le mode mineur classique. Sa principale caractéristique est que son VIIe degré est affecté d'une altération accidentelle (monté d'un demi-ton) afin d'en faire une sensible.
- Exemple, la gamme de la mineur harmonique :

Le mode mineur harmonique contient donc un intervalle d'un ton et demi, une seconde augmentée, entre le degré VI et le degré VII.

## Mode mineur mélodique
Le mode mineur mélodique est une forme particulière du mode mineur classique, à laquelle on a recours pour des raisons mélodiques, ce qui explique son nom.
En effet, on remarque entre les VIe et VIIe degrés du mode mineur harmonique une seconde augmentée, intervalle inattendu et difficile d'intonation. Afin d'éviter de faire entendre cet intervalle surprenant, on procède aux corrections suivantes :
- en montant, la sensible étant indispensable, on hausse le VIe degré. C'est la forme ascendante du mode mineur mélodique ;

- en descendant, on renonce à la sensible : le mode redevient alors le mode mineur naturel, calqué sur l'échelle diatonique — c'est la forme descendante du mode mineur mélodique (dans laquelle le VIIe degré, abaissé, est appelé sous-tonique).

Exemple, la gamme de la mineur mélodique :

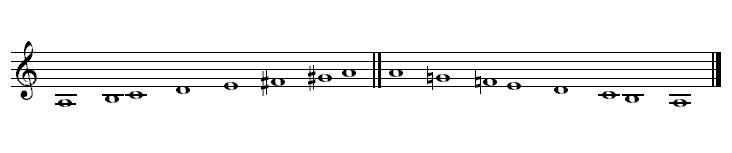
Gamme de la mineur mélodique : en montant, les VI^{e} et le VII^{e} degrés sont haussés d'un demi-ton.

| Degrés :                                     | Ⅰ-Ⅱ | Ⅱ-Ⅲ | Ⅲ-Ⅳ | Ⅳ-Ⅴ | Ⅴ-Ⅵ | Ⅵ-Ⅶ | Ⅶ-Ⅰ |
| -------------------------------------------- | --- | --- | --- | --- | --- | --- | --- |
| Mineure harmonique                           | 1   | ½   | 1   | 1   | ½   | 1,5 | ½   |
| Mineure mélodique ascendante                 | 1   | ½   | 1   | 1   | 1   | 1   | ½   |
| Mineure mélodique descendante (ou naturelle) | 1   | ½   | 1   | 1   | ½   | 1   | 1   |

## Mode mineur naturel
Le mode mineur naturel est parfaitement conforme à l'échelle diatonique naturelle — ou à l'une de ses transpositions. Il correspond au mode mineur mélodique descendant, ayant les mêmes altérations.
- Exemple, la gamme de la mineur naturel :